# Síndrome de Marfan
La síndrome de Marfan és una malaltia rara del teixit connectiu (teixit de suport o bastiment de l'organisme), que afecta principalment el sistema cardiovascular (dilatació de l'aorta), els ulls (luxació del cristal·lí) i sistema osteo-muscular (principalment escoliosi, pectus excavatum i/o hiperlaxitud lligamentosa). Pot afectar també els pulmons o causar dolor d'esquena (la meitat dels pacients). Es caracteritza per un augment inusual de la longitud dels membres. Hom creu que afecta una de cada 5.000-7.000 persones, el que la converteix en la malaltia rara més freqüent, i, a diferència d'altres problemes genètics, no afecta negativament la intel·ligència.

## Història
L'any 1896 el pediatre Antoine Marfan va publicar un article en què descrivia una nena de cinc anys amb els braços extremadament llargs, però no va ser fins al 1955 quan el metge i especialista en genètica Víctor McKusick va fer per primera vegada una descripció de la síndrome completa. En aquella època, a causa dels problemes cardiovasculars que comporta, sense tractament, l'esperança de vida de les persones afectades no superava el trenta anys. El 1968, Hugh Bentall va idear una operació d'aorta malalta que ha salvat des de llavors a milers de malalts a tot el món. Als anys 90, T. David va millorar notablement aquesta tècnica, aconseguint que el pacient mantingui la seva pròpia vàlvula d'aorta. En l'actualitat, amb un tractament adient, l'esperança de vida dels pacients arriba als setanta-dos anys de vida i la qualitat d'aquesta és molt millor. El 2006 es va realitzar a Espanya el primer naixement, amb reproducció assistida, al món d'un nen lliure d'heretar el gen malalt d'un dels seus progenitors.

## Descripció
La síndrome marfanoica o síndrome de Marfan és una malaltia hereditària autosòmica dominant, és a dir que el gen malalt predomina sobre el sa en els fills, associada al gen FBN1 del cromosoma 15. L'FBN1 codifica una proteïna anomenada fibrilina 1, que és essencial per a la formació de fibres elàstiques del teixit conjuntiu.
Així, els malalts de Marfan tenen una quantitat insuficient de fibrilina, o bé aquesta és defectuosa o bé ambdues coses; el que comporta disfuncions dels teixits connectius que, en perdre elasticitat, ja no suporten les forces i tensions habituals. Els símptomes manifestats poden ser lleus o greus, i poden incloure, per exemple, trencament de les parets arterials o la formació d'aneurismes. Així, encara que tots els malalts amb aquesta síndrome estan afectades al gen FBN1, cada un d'ells pot patir manifestacions clíniques diferents, de menor o major gravetat, és el que es coneix com a expressió variable. Els símptomes poden aparèixer o bé des del naixement o bé a l'edat adulta.

## Estil de vida i tractament
La síndrome de Marfan és una malaltia incurable que requereix un diagnòstic precoç i un tractament i seguiment controlats per a reduir la morbiditat i la mortalitat. La variabilitat de la síndrome fa que sigui difícil establir una descripció del tipus de vida que poden tenir els pacients, així com consells d'hàbits a seguir, que haurà de personalitzar el metge en cada cas concret. En general, són contraproduents totes les activitats lúdiques o professionals que comportin sobrecàrrega cardiovascular, esquelètica o ocular. També és important notar que "malgrat la gravetat de les lesions que es puguin produir, la majoria tenen un tractament efectiu, i actuant de manera precoç es pot aconseguir una supervivència similar a la població sana."
Els marfànics han de sotmetre's a control de la pressió arterial i seguiment del diàmetre de l'aorta, a més d'un eventual tractament quirúrgic abans que apareguin complicacions funcionals. Quan l'aorta és massa dilatada (a partir dels 45mm-50mm de diàmetre, segons el tipus de pacient) cal operar quirúrgicament: en l'actualitat a Vall d'Hebron amb la tècnica, o cirurgia, de David, que evita l'antiga necessitat de tractament amb Sintrom®. La pressió arterial ha de ser inferior a 140/90. Es prescriuen betabloquejants de per vida a tots els pacients que no tinguin contraindicació mèdica, ja que s'assumeix que això evita o fa més lenta la dilatació de l'aorta.
Depenent del grau d'afectació del pacient podrà realitzar un tipus o altre d'exercici físic. En general, esports d'impacte (màquines de gimnàs, peses, etc.) o violentes o de competició (arts marcials, rugbi, etc.) no són aconsellables, però sí que són saludables els moderats, com caminar, nedar, anar en bicicleta, etc., realitzats de manera regular. L'exercici moderat regular ajuda també a prevenir altres molèsties, com per exemple el dolor d'esquena que pateixen la meitat dels pacients.
En un 60%-70% dels casos, les persones són altes, amb dits molt llargs i, a causa de la laxitud dels seus lligaments, desenvolupen fàcilment problemes traumatològics varis, com escoliosi, luxació i deformació d'ossos.
També és important un control oftalmològic. Un 40% de pacients pateix miopia] però el més important és anar a l'oftalmòleg tan bon punt tinguin símptomes d'altres molèsties, per a poder corregir de manera precoç problemes als que estan predisposats, com el despreniment de retina o la subluxació (luxació parcial) luxació (total) des cristal·lí. La luxació total del cristal·lí apareix en un 60% dels pacients i disminueix molt la seva visió. Es poden presentar complicacions greus que portin a la ceguesa.
Cap tractament específic no impedeix actualment que es produeixin les manifestacions de la malaltia, a part dels betabloquejants que poden retardar el creixement de l'aorta. Les complicacions es tracten, doncs, a mesura que es van produint.

## Causa: mutació genètica
És una malaltia genètica causada per una mutació al gen FBN1, que determina l'estructura de la fibrilina 1. Per tant, tot i que pot ser que no es diagnostiqui fins més tard, és una malaltia que hom pateix des del naixement o bé hom no la pateix. Una altra característica és que el tipus de mutació, encara que sempre sigui al mateix gen per a aquesta malaltia, pot ser diferent, el que provoca l'expressió variable. En l'actualitat no es coneix encara el perquè d'aquesta expressió variable a les persones amb síndrome de Marfan. Sí que se sap que el fet, en general, que un mateix gen pugui tenir mutacions diferents és per la seva heterogeneïtat al·lèlica.
Sembla que la síndrome de Marfan està relacionada amb una altra malaltia rara genètica, l'aracnodactília. A l'aracnodactília els dits són anormalment llargs i prims, sense a priori altres problemes de salut, associada a mutacions dels gens responsables de codificar les fibrilines 1 i 2. És per això que de vegades està associada, és a dir, que una persona pot patir les dues malalties alhora, amb la síndrome de Marfan o amb l'homocistinuria, per exemple.

## Herència
La síndrome de Marfan no es contagia i únicament pot adquirir-se al moment de la concepció, sigui per una mutació genètica espontània o bé per herència d'un pare o mare que la pateixi. S'estima que una cinquena part dels casos totals de síndrome de Marfan es deuen a una mutació en un fill de pares sans mentre que les altres quatre cinquenes parts són casos hereditaris. Una parella a la qual cap dels dos membres estiguin afectats d'aquesta síndrome té tanmateix només una probabilitat entre vint mil de tenir un fill marfanoic. En canvi, com que es tracta d'un gen dominant, si un dels pares pateix la malaltia, si no es fa cap intervenció de selecció d'òvuls o espermatozous, cada fill té una probabilitat entre dues d'heretar la malaltia.

## Incidència
La síndrome de Marfan afecta entre 6.000 i 8.000 persones a Espanya i a unes 1.200 a Catalunya. Alguns pacients no es comptabilitzen en aquesta categoria perquè no acompleixen els criteris diagnòstics clàssics establerts per la síndrome de Marfan, tot i que presenten alteracions en alguns òrgans. La incidència d'aquests malalts no és ben coneguda.

## Investigació
A l'Hospital Vall d'Hebron de Barcelona s'ha creat recentment una Unitat especialitzada en aquesta malaltia i que està integrada per diferents especialistes en traumatologia, genètica, cirurgia cardíaca, oftalmologia, obstetrícia i pediatria per al diagnòstic, tractament i millora de la qualitat i esperança de vida dels pacients, amb el repte d'avançar en el diagnòstic, tractament i reproducció assistida de la síndrome. A Madrid també existeix una unitat similar, a l'Hospital Doce de Octubre.

### Cardiologia
La mortalitat precoç dels malalts de Marfan està directament relacionada amb la dilatació de l'aorta ascendent secundària, ja que debilita la seva estructura i funcionalitat, condicionant que un 40% dels pacients presentin dissecció o ruptura de l'aorta. Per disminuir el risc de dilatació aòrtica es pensa que aquests pacients haurien de tractar-se amb beta-bloquejants. Alguns estudis experimentals i clínics semblen indicar que el losartan és millor que l'atenolol en la prevenció de la dilatació de l'aorta. En l'actualitat els hospitals Vall d'Hebron i Doce de Octubre estan realitzant un estudi amb malalts de Marfan no operats, al qual poden participar tots els afectats de més de set anys, per estudiar quin dels dos fàrmacs és millor per tractar els teixits de l'aorta. L'Hospital Vall d'Hebron acull els participants d'Aragó, Catalunya, Balears i País Valencià. L'estudi durarà tres anys, de 2009 a 2011.

### Genètica
L'Institut Bernabeu, amb seus a Alacant i Múrcia, va aconseguir el febrer de 2006 el primer naixement mundial d'un nen lliure de patir la síndrome de Marfan que patia un dels seus progenitors. Ho van fer per mitjà d'una tècnica anomenada, en anglès, Multiple Displacement Amplification (MDA), de la qual aquest centre és pioner, al diagnòstic genètic preimplantacional, és a dir, a l'estudi d'alteracions cromosomàtiques i genètiques de l'embrió, fecundat artificialment (in vitro), abans d'introduir-lo a la mare.
Una de les limitacions principals per a concluir amb èxit el diagnòstic genètic preimplantacional de les malalties que es transmeten per un sol gen és l'escassa quantitat d'ADN disponible per a realitzar el diagnòstic, però el desenvolupament de la tècnica Multiple Displacement Amplification permet solucionar-la.
La investigació genètica d'aquesta malaltia, entre d'altres, també es realitza a l'empresa privada Sistemas Genómicos, a València.

## Associacions d'afectats
Existeixen associacions d'afectats i de familiars d'afectats d'aquesta síndrome, amb l'objectiu de compartir l'experiència quotidiana i arreplegar esforços per a superar-la dia a dia. També serveixen perquè els nous afectats i els seus familiars rebin suport i informació general, a banda de la mèdica, d'altres famílies que han passat o passen pel mateix. També organitzen trobades i fòrums de consulta especialitzats.
A Espanya i els Països Catalans hi ha les següents:
- SIMAC, Associació d'Afectats per la síndrome de Marfan de Catalunya, nascuda l'any 2009.[12]
- SIMA, Asociación síndrome de Marfan[13] estatal d'Espanya, amb seu a Alacant, integra la SIMAC i la SIMA-Madrid.
- SIMA-Madrid, Asociación de Afectados de Síndrome de Marfan.[14]

Les associacions dels diferents estats estan unides en xarxa internacionalment: a Europa, amb la European Marfan Support Network, i al món, a la International Federation of Marfan Syndrome Organizations, amb seu a Nova York.